# Потсдам
Потсдам (на немски: Potsdam; на долнолужишки: Podstupim) е град във Федерална република Германия и столица на федералната провинция Бранденбург. Той е град без окръжна принадлежност (самостоятелен, не подчинен на областна управа) и със своите 191 882 жители към 31.12.2022 г. представлява най-големият и най-гъсто населеният град в Бранденбург. Потсдам граничи на североизток с Берлин и е бързо разрастващ се център в пределите на Берлинската агломерация, която обхваща около 4,8 милиона жители. През града преминава река Хафел, а в пределите му се намират и множество езера.
Градът е известен преди всичко със своето историческо наследство като бивш резидентен град на владетелите на Бранденбург, по-късно кралете на Прусия и императорите на Германската империя, с многобройни и уникални дворци и паркове и монументални буржоазни градски вили. Този културен ландшафт е добавен през 1990 г. в Списъка на световното културно и природно наследство на ЮНЕСКО и представлява най-големият архитектурен ансамбъл на немското културно наследство. Най-известният дворец е Сансуси, построен от Фридрих Велики, по подобие на Версайския дворец, в стил фридерицианско рококо. Дворецът е сравнително малък, но е с огромен парк и градини, в които се намират 4 други двореца, включително Новият дворец и Оранжерийният дворец. В друг потсдамски дворец – Цецилиенхоф – през 1945 г. са изготвени Потсдамската декларация и Потсдамското споразумение от Великите сили относно прекрояването на следвоенна Европа. Общо в Потсдам се намират 14 двореца и едно кралско имение, а в района има общо над 30 двореца.
Създаденото в Потсдам през 1912 г. първо голямо филмово ателие в света – днес „Студио Бабелсберг“ – е един от най-модерните центрове за кино- и телевизионно производство в Германия и Европа.
Потсдам се развива от средата на XIX век като европейски научен център. Днес в града са се установили три публични висши учебни заведения и над 30 научноизследователски института. През зимния семестър 2020/2021 г. студентите в града наброяват 26 555 и съответстват на 7,07 % от населението.
Потсдам е важен промишлен и фестивален център.

## География

### Географско положение
Потсдам се намира на югозапад от Берлин, по средното течението на р. Хафел, в местност с гори и езера, формирали се под влиянието на последната ледена епоха. Местността се характеризира с редуването на широки низини и моренни хълмове като например разположената на юг Зармундска дъга от крайни морени. Най-високата точка на територията на града е възвишението Клайнер Равенсберг със своите 114,2 m. Най-ниското място е средното водно равнище на водоема Хафел с 29 m н.в. Територията на града днес се състои от около 75 % зелени, водни и селскостопански площи, а 25 % са застроени.
Общо в Потсдам се намират над 20 водоема. В центъра на града това са по-специално езерата Хайлигер Зе, Арадозе, Темплинер Зе, Тифер Зе и Грибницзе. В периферните части на града се намират езерата Сакровер Зе, Лениц Зе, Грос Глиникер Зе, Фарландер Зе и Вайсер Зе.
Към водните басейни спадат, освен р. Потсдамска Хафел, която свързва много от езерата, също така и Сакров-Парецкият канал, Телтовският канал, р. Нуте и ръкавът на р. Хафел – Вублиц. Река Потсдамска Хафел минава покрай „Плажна къпалня Бабелсберг“ на 29,4 m надморска височина Наноси от р. Нуте в миналото са довели до образуването на части от „Острова на приятелството“, намиращ се в центъра на Потсдам.
На територията на града се намират пет природозащитени територии (статус: 2021 г.) и над 50 природни забележителности.

### Регион
Потсдам се намира в пределите на Берлинската агломерация, която наброява около 4,8 млн. жители. Градът съответно принадлежи и към европейския метрополен регион Берлин-Бранденбург, чиято външна граница съвпада с границата на федералната провинция Бранденбург.
Следните градове и общини граничат с Потсдам (изброяване по посока на часовниковата стрелка, като се започне от североизток):
Берлин, последван от Щансдорф, Нутетал, Михендорф, Швиловзе (Гелтов, Капут, Ферх) и Вердер на Хафел, които спадат към провинциална област Потсдам-Мителмарк, а след това следват Кетцин на Хафел, Вустермарк и Далго-Дьобериц, които спадат към провинциална област Хафелланд.

### Административно деление на града
Град Потсдам се дели на 32 квартала, които се подразделят на 86 статистически окръга.
Жителите правят разграничение между т. нар. стари части на града и новите части на града. Старите части са образувани от територията на стария град и на приобщените селища към него до 1939 г. – това са центърът, западните и северните предградия, Борним, Борнщет, Недлиц, Потсдам-Юг, Бабелсберг, Древиц, Щерн и Кирхщайгфелд. Новите части на града са бивши отделни селища и общини, приобщени след 1990 г., които от 2003 г. се водят като селищни части и съгласно главния указ на гр. Потсдам тяхното население има право да избира т. нар. селищен съвет и селищен председател, които защитават техните интереси в рамките на общинския съвет на целия град; новите части на града са Айхе, Фарланд, Голм, Грос Глинике, Грубе, Маркварт, Ной Фарланд, Зацкорн и Юц-Парен. Новите части на града се намират предимно в северната част.
Историческият ход на всички приобщавания на селища към общината са показани в раздела Приобщавания и отдавания на населени места.
Градско административно деление със статистическа номерация:
| 1 Потсдам-Север - 11 Борним - 12 Недлиц - 13 Борнщет - 14 Сакров - 15 Айхе - 16 Грубе - 17 Голм | 2 Северни предградия - 21 Науенско предградие - 22 Йегерско предградие - 23 Берлинско предградие                               | 3 Западни предградия - 31 Бранденбургско предградие - 32 Потсдам Запад | 4 Център - 41 Исторически център - 43 Център Изток и Нутепарк - 44 Централна жп гара и Браухаузберг Север        |
| 5 Бабелсберг - 51 Клайн Глинике - 52 Бабелсберг Север - 53 Бабелсберг Юг                        | 6 Потсдам Юг - 61 Темплинско предградие - 62 Телтовско предградие - 63 Шлац - 64 Валдщат I и Индустриална зона - 65 Валдщат II | 7 Потсдам Югоизток - 71 Щерн - 72 Древиц - 73 Кирхщайгфелд             | 8 Северни селищни части - 81 Юц-Парен - 82 Маркварт - 83 Зацкорн - 84 Фарланд - 85 Ной Фарланд - 86 Грос Глинике |

Към Потсдам принадлежат 56 селищни части, общински части и други населени местности.
В края на 2019 г. e направена промяна на административното деление на града:
- Квартал 41 e преименуван: преди Северен център, сега Исторически център.
- Квартал 42 (Южен център) е разделен на два квартала 43 (Център Изток и Нутепарк) и 44 (Централна жп гара и Браухаузберг Север). По този начин номер 42 отпада изцяло.
- Някои много слабо населени квартала вече не са самостоятелни единици:
  - Квартал 33 (Вилдпарк) е поместен в квартал 32 (Потсдам Запад).
  - Квартал 66 (Промишлена зона) е поместен в квартал 64 (някогашния Валдщат I). След това кварталът е преименуван на Валдщат I и Индустриална зона.
  - Квартал 67 (Форст Потсдам Юг) е включен в квартал 61 (Темплинско предградие).

### Присъединявания към и изключвания на населени места от състава на град Потсдам
Територията на гр. Потсдам до края на XIX век е била сравнително малка. Към гр. Потсдам са спадали освен центъра, само Телтовското, Бранденбургското, Берлинското, Ловджийското и Науенското предградие. Поради нарастването на населението и застрояване многократно се е наложило разширяването на площта на града. Това се е случило на няколко пъти чрез присъединяването на съседни рицарски чифлици или части от тях. Така площта на града се е разраснала от 8930 ha през 1836 г. на 13 500 ha през 1905 година. През 1928 г. към територията на града са приобщени паркът Сансуси с поместените в негов дворци, както и една голяма част от острова Тарнов (по-късно наречен Хермансвердер), а също така и шест аристократски чифлика, включително възвишенията Браухаузберг и Телеграфенберг. След това площта на града е била 32 060 ha. През 1935 г. са били присъединени населените места Борним, Борнщет, Айхе и Недлиц, през 1939 г. са ги последвали и индустриалният град Бабелсберг и някои села. През 1952 г. вследствие на териториалната реформа на ГДР повечето от тези общини са станали отново самостоятелни. През октомври 2003 г. територията на града е достигнала своето най-голямо разширение вследствие на два нови присъединителни процеса в рамките на териториалната реформа на окръзите на федерална провинция Бранденбург. Така площта на Потсдам се е увеличила с 60 % само чрез приобщаванията от 2003 г., докато обаче населението е нараснало само с 12 %. Днес, към 31.12.2021 г., площта на град Потсдам възлиза на 188,17 km2.
Обзорна таблица
Забележка: Населени места, които вече не принадлежат към гр. Потсдам, са маркирани в курсив.
| Някогашни общини                      | Дата                                                     | Забележка                                                                                                  |
| ------------------------------------- | -------------------------------------------------------- | --- |
| Бабелсберг                            | 1 април 1939                                             | |
| Бергхолц-Ребрюке                      | 1 април 1939 25 юли 1952 26.10.2003                      | Присъединяване към Потсдам Изключване от Потсдам Присъединяване към Нутетал                                |
| Борним                                | 1 август 1935                                            | |
| Борнщет                               | 1 август 1935                                            | |
| Древиц                                | 1 април 1939                                             | |
| Айхе                                  | 1 август 1935 25 юли 1952 1 януари 1962 6 декември 1993  | Присъединяване към Потсдам Присъединяване към Айхе-Голм Изключване от Айхе-Голм Присъединяване към Потсдам |
| Фарланд                               | 1 април 1939 25 юли 1952 26. октомври 2003               | Присъединяване към Потсдам Изключване от Потсдам Присъединяване към Потсдам                                |
| Гелтов                                | 1 април 1939 25 юли 1952 31 декември 2002                | Присъединяване към Потсдам Изключване от Потсдам Присъединяване към Швиловзе                               |
| Голм                                  | 1 април 1939 25 юли 1952 1 януари 1962 26. октомври 2003 | Присъединяване към Потсдам Присъединяване към Айхе-Голм Изключване от Айхе-Голм Присъединяване към Потсдам |
| Грос Глинике                          | 1945 26 октомври 2003                                    | Изключване и прехвърляне на населеното място към Берлин Присъединяване на останалата част към Потсдам      |
| Грубе (заедно с езерото Шленицзе)     | 1 април 1939 25 юли 1952 6 декември 1993                 | Присъединяване към Потсдам Изключване от Потсдам Присъединяване към Натвердер Присъединяване към Потсдам   |
| Карцо                                 | 14 март 1974                                             | Присъединяване към Фарланд                                                                                 |
| Крампниц                              | 1 април 1939 25 юли 1952 15 април 1957                   | Присъединяване към Потсдам Изключване от Потсдам Присъединяване към Фарланд                                |
| Марквард                              | 26 октомври 2003                                         | |
| Натвердер                             | 1 април 1939 25 юли 1952                                 | Присъединяване към Потсдам Изключване от Потсдам Присъединяване към Грубе                                  |
| Недлиц                                | 1 август 1935                                            | |
| Нойбабелсберг (до 1925 Клайн Глинике) | 1 април 1938                                             | Обединение с Новавес под названието Бабелсберг                                                             |
| Нойендорф                             | 1 април 1907                                             | Присъединяване към Новавес                                                                                 |
| Ной Фарланд                           | 1 април 1939 25 юли 1952 26 октомври 2003                | Присъединяване към Потсдам Изключване от Потсдам Присъединяване към Потсдам                                |
| Новавес                               | 1 април 1938                                             | Обединение с Нойбабелсберг под названието Бабелсберг                                                       |
| Парен                                 | 1 януари 1961                                            | Обединение с Юц под названието Юц-Парен                                                                    |
| Плантаженхаус, чифлик                 | 1 април 1926                                             | |
| Потсдам-Гут, чифлик                   | 1 април 1926                                             | |
| Сакров                                | 1 април 1939                                             | |
| Зацкорн                               | 26 октомври 2003                                         | |
| Торнов, чифлик                        | 1 април 1926                                             | |
| Юц                                    | 1 януари 1961                                            | Обединение с Парен под названието Юц-Парен                                                                 |
| Юц-Парен                              | 26 октомври 2003                                         | |
| Вилхелмсхорст                         | 1 юли 1950 25 юли 1952 26 октомври 2003                  | Присъединяване към Потсдам Изключване от Потсдам Присъединяване към Михендорф                              |

### Климат
Потсдам има умерен климат, който се влияе от атлантическия климат на север и запад, а също така и от континенталния климат на изток. Екстремни метеорологични явления като бури, силни градушки или обилни снеговалежи са рядкост. Температурните амплитуди съответстват приблизително на средните за Германия. Сезонните колебания на температурата са по-малки, отколкото в обичайния континентален климат, но по-високи, отколкото в по-балансирания морски климат на крайбрежните райони. Количеството валежи е сравнително ниско с годишна сума от 590 mm. В Барселона например това също е 590 mm, в Мюнхен обаче е около 1000 mm. От началото на метеорологичните изследвания, на Коледа в Потсдам има сняг приблизително на всеки четири години, а през 2010 г. Коледата е била с най-голямата дотогава снежна покривка от 23 cm. От началото на XX век средните годишни температури се колебаят между 6,5 °C и 11 °C.
Климатични изследвания се провеждат в Потсдам още от около 1874 г. на хълма Телеграфенберг. Потсдамският институт за изследване последиците от климатичните промени предвижда като последица от глобалното затопляне повишаване на средните температури и по-нататъшно намаляване на валежите в региона Бранденбург през следващите десетилетия.
| Климатични данни за Потсдам        | Климатични данни за Потсдам | Климатични данни за Потсдам | Климатични данни за Потсдам | Климатични данни за Потсдам | Климатични данни за Потсдам | Климатични данни за Потсдам | Климатични данни за Потсдам | Климатични данни за Потсдам | Климатични данни за Потсдам | Климатични данни за Потсдам | Климатични данни за Потсдам | Климатични данни за Потсдам | Климатични данни за Потсдам |
| Месеци                             | яну.                        | фев.                        | март                        | апр.                        | май                         | юни                         | юли                         | авг.                        | сеп.                        | окт.                        | ное.                        | дек.                        | Годишно                     |
| Средни максимални температури (°C) | 1,7                         | 3,5                         | 8,1                         | 13,5                        | 19,1                        | 22,4                        | 23,6                        | 23,4                        | 19,2                        | 13,7                        | 7,1                         | 3,0                         | 13,2                        |
| Средни минимални температури (°C)  | −3,4                        | −2,7                        | 0,0                         | 3,4                         | 8,0                         | 11,5                        | 13,0                        | 12,7                        | 9,8                         | 6,0                         | 1,7                         | −1,7                        | 4,9                         |
| Средни месечни валежи (mm)         | 44                          | 38                          | 38                          | 44                          | 56                          | 69                          | 52                          | 60                          | 46                          | 36                          | 47                          | 55                          | 585                         |
| Слънцегреене (ч./ден)              | 1.5                         | 2.4                         | 4.0                         | 5.4                         | 7.3                         | 7.5                         | 7.5                         | 7.1                         | 5.2                         | 3.7                         | 1.7                         | 1.3                         | 4.6                         |
| ---------------------------------- | --------------------------- | --------------------------- | --------------------------- | --------------------------- | --------------------------- | --------------------------- | --------------------------- | --------------------------- | --------------------------- | --------------------------- | --------------------------- | --------------------------- | --------------------------- |
| Източник: wetterkontor.de          |                             |                             |                             |                             |                             |                             |                             |                             |                             |                             |                             |                             |                             |

## История

### Име
Най-старите документални свидетелства за името на града са от 993 г. (име: Poztupimi), после от 1317 г. (име: Postamp) и от около 1500 г. (име: Potstamp). Те водят началото си от лужешки език (език на славянското малцинство в Бранденбург) и описват „селище на човек на име Потстампин“. Широко разпространеното тълкуване на името като „под дъбовете“ (от „под“ и „дубами“ – Потдубами) не е научно издържана теория. Друго възможно обяснение за произхода на името е, че то идва от лужешката дума „подступъм“ (podstupim), с която лужичани (славянско малцинство в Бранденбург) и до днес наричат града, като тя означава „фронтови пост“ (преден пост, аванпост; стражеви пост, който се поставя пред войските близо до неприятеля, за да наблюдава и да предпазва от внезапно нападение на врага). Това тълкуване сочи, че Потсдам е бил славянско селище и най-предния фронтови пост на славянското лужешко племе, а на отвъдна страна на река Хафел са се разпростирали немски племена, което съвпада с историческата фактичност. Това значение на думата е признато от сегашния етап на науката за най-сигурния произход на името на града.

### Развитие на града през Средновековието
Днешната територия на град Потсдам вероятно е била населен още от ранната бронзова епоха. След великото преселението на народите, славянското племе на хевелите построява замък на р. Хафел отсреща устието на р. Нуте през VII век.
Първото документално упоменаване на населеното място се състои в дарствена грамота на по-късния император Ото III на Свещената Римска империя, която е била отправена към абатство Кведлинбург, чиято игуменка била леля му Матилда, и датира от 30 юли 993 г., като в нея се упоменава населеното място под името Поцтупими (нем. Poztupimi). Особеното значение на населеното място се дължал на факта, че от тук се контролирало прекосяването на р. Хафел.
През 1157 г. Албрехт I фон Бранденбург (наричан също Албрехт Мечката) завладява града и основава маркграфство Бранденбург. Благодарение на Албрехт I части от бившата Северна марка се приспадат към територията на маркграфство Бранденбург и по този начин попадат фактически в пределите на Свещената Римска империя. До края на XII век Потсдам е бил югоизточният крайъгълен камък на маркграфство Бранденбург. На прелезния пункт на р. Хафел е била построена германска каменна крепостна кула. През 1317 г. Потсдам за първи път в документ се упоменава като крепост и преди всичко като град под името Постамп (Postamp). През 1345 г. Потсдам получава градски права, според които (1) икономическата дейност, (2) имуществените права, (3) обществено-политическият живот и класовият статус на гражданите се регулират от тяхна собствена система от правни норми, т. е. градът се самоуправляват с местна правна система и администрация. През следващите няколко века Потсдам си остава малък пазарен град (през Средновековието правото на провеждане на ежедневен, седмичен или годишен пазар в дадено населено място било рядка привилегия, която се давала лично от владетеля само на отделни населени места и тя била от решаващо значение за икономиката на града). От 1416 г. до края на Първата световна война през 1918 г. и свързаното с нея падане на монархията в Германия, Потсдам е бил във владение на династията Хоенцолерн. По време на опустошителната Тридесетгодишна война и два големи пожара през 1536 и 1550 г. големи части от града са били разрушени.

### Пруски резидентен град и подем
С провеждането на народното събрание (нем. Landtag) на курфюрство и маркграфство Бранденбург през 1653 г., на което Великият курфюрст Фридрих Вилхелм ограничава властта на поземленото благородничество, в Бранденбург започва абсолютистката епоха. Неговото царуване оказва едно от най-силните влияния над историята на Потсдам. Той откупува всички дотогава дадени в залог територии на града обратно и решава да благоустрои Потсдам като своя втора резиденция до Берлин. С разширяването на градския дворец и разкрасяването на околностите, от 1660 г. градът получава нови импулси за икономически подем.
Благодарение на Потсдамския едикт за толерантност от 1685 г. много краища на страната вече могат се населват поради увеличаващата се имиграция вследствие на толерантността. Преди всичко преследвани протестантски хугеноти от Франция получават убежище на територията на Бранденбург. Около 20 000 души използват политиката на отворени граници и толерантност и преселвайки се в Бранденбург, спомагат за просперитета на икономиката с техните специализирани познания.
При крал Фридрих Вилхелм I (наричан кралят на войниците) градът става важно гарнизонно седалище. Това води до силно нарастване на населението и налага изграждането на нови жилищни квартали, обосновавайки първото и второто разширение на града. Той също така разпорежда изграждането на Гарнизонната църква, църквата „Свети Николай“ и църквата „Свети Дух“, които от там насетне значително определят облика на града. В тогава новосъздаденото военно сиропиталище на ул. „Брайте Щрасе“ са били обгрижвани и обучавани децата на военнослужещите.
Синът му Фридрих II („Велики“) цени силно идеите на Просвещението и реформира пруската държава. Той взима окончателното решение да превърне Потсдам в резидентен град и съответно разпорежда да се предприемат значителни промени на външния вид на улиците и площадите. Например, площадът на стария пазар е бил изцяло преработен, а градските къщи са получили нови барокови фасади. Фридрих II също разпорежда преобразуването на по-късния вече парк Сансуси. От 1745 г. там започва изграждането на неговата лятна резиденция, дворецът Сансуси. По-късно него последва строежът на Новия дворец. Градският дворец и Градината за наслада в центъра на града са проектирани като негова зимна резиденция, като тук трябва особено да бъде изтъкнато делото на архитекта Георг Венцеслаус фон Кнобелсдорф.
През 1806 г. Наполеон и неговите войски достигат град Потсдам. Трайните последици от окупацията довели до реформи в държавното устройство. След края на наполеоновата окупация Фридрих Вилхелм III развива града от 1815 г. нататък, превръщайки го в административен център. Многобройни правителствени чиновници се установяват в Потсдам. През 1838 г. първата железопътна линия на Прусия влиза в експлоатация с линията Потсдам-Берлин.
Нарастващото напрежение в предмарта избухва под формата на Мартенската революция от 1848 г. Народът буйства на барикадите в Берлин за либерална конституция. През март крал Фридрих Вилхелм IV се премества от Берлин в уж по-спокойния съседен град Потсдам. Когато нелоялни бунтовни войници се събират пред Новия дворец и се опитват да освободят заловени свои другари, въстанието бързо било потушено от пруските елитни войски. След сътресенията на не съвсем напълно успешната революция преобладаващата цел е била възстановяването на стария баланс на силите. Многобройни амбициозни строителни проекти били прокарани на преден план, включително строежа на протестантската църква „Св. Николай“ и католическата църква „Св. Петър и Павел“. От 1911 г. Потсдам е бил снабден също с пристанище за дирижабли, изградено на дотогавашното ловно поле за кралското семейство.
През 1914 г. последният пруски крал и германски император Вилхелм II подписва в Новия дворец обявяването на война срещу силите на Антантата. След края на Първата световна война приключва с последвалата Ноемврийска революция и ерата на монархията, а през 1918 г. Вилхелм II бяга в изгнание в Нидерландия. По този начин град Потсдам загубва статута си на резидентен град на крале и императори.

### Ваймарската република и националсоциализмът
След Първата световна война през 1918 г. по-голямата част от обширното имущество на династията Хоенцолерн в Потсдам става държавна собственост. Периодът на Ваймарската република е белязан от многобройни конфликти между политическите и паравоенните сили в държавата. Все пак, община Потсдам си остава населено място, подкрепяно от множество заможни граждани.
В началото на ерата на националсоциализма, на 21 март 1933 г., се провежда т. нар. „Ден на Потсдам“. По време на инсценирания държавен акт райхспрезидентът Паул фон Хинденбург подава ръка на новия райхсканцлер Адолф Хитлер през Гарнизонната църква в Потсдам. Това трябвало да се тълкува като символичен жест за съюза между стария ред и националсоциализма. Учредителното заседание на Райхстага се провежда в Гарнизонната църква без социалдемократите и комунистите, които се укривали или били арестувани по това време. Събитието било излъчено по радиото в цялата страна.
Ханс Фридрихс построява множество жилищни комплекси и казарми в Потсдам.
Центърът на Потсдам е силно увреден при бомбардировките на съюзниците на 14 април 1945 г. по време на заключителната фаза на Втората световна война. Особено засегнат е районът между река Хафел, Стария пазар и площад „Басинплац“ (нем. Bassinplatz – басейнов площад). Централната железопътна гара, Градският дворец, Дългата конюшня и Гарнизонната църква са напълно опожарени. Сравнително еднакво увредени са и големи части от квартала „Североизточно предградие“ (на немски: Nördliche Vorstadt) в областта на моста Глинике (на немски: Glienicker Brüke), който свързва Потсдам с Берлин; кварталът е известен за множеството си красиви градски тип вили на заможни граждани. Въпреки това районът около Новия пазар, Холандския квартал и северните части на Стария град остават до голяма степен непокътнати. По време на боевете през последните дни на войната са повредени още сгради, като църквата „Свети Дух“ и Старото кметство. На 27 април 1945 г. Потсдам е превзет от Червената армия.
Потсдам е бил мишена на изключително много бомби, хвърлени над Германия. И до днес новооткритите невзривени бомби се обезвреждат, а населението, живеещо в района, се евакуира в такива случаи.

### Окупация и германско разделение
В двореца Цецилиенхоф – резиденция на последния германски престолонаследник кронпринц Вилхелм Пруски – от 17 юли до 2 август 1945 г. се провежда Потсдамската конференция на силите победителки във Втората световна война – Съединените щати, Обединеното кралство и Съветския съюз. Конференцията завършва с Потсдамското споразумение, което предвижда разделянето и окупацията на Германия на четири зони.
В Германската демократична република, от 1952 до 1990 г. Потсдам е административен център на новосъздадения „окръг Потсдам“. Социалистическото правителство има смесени чувства спрямо културно-историческото наследството на някогашното кралство Прусия. От една страна се признават културните и художествените постижения, а от друга, се твърди, че множество от сградите са израз на милитаризма, господстващ в кралството. През 1951 г. е основан Педагогическият колеж „Карл Либкнехт“, който по-късно се превръща в днешния Потсдамски университет. Поради недостига на жилища са построени нови квартали, особено в южната част на града, като Шлац, Валдщат II и Древиц.
С построяването на Берлинската стена през 1961 г. Потсдам губи пряката си връзка със съседния град Берлин, тъй Западен Берлин, който се намира в непосредствена близост до Потсдам, принадлежи към Западна Германия и там не може да се ходи току-така, а до Източен Берлин, който също като Потсдам се намира в Източна Германия, може да се стигне само по заобиколни пътища, поради което той изглеждал „доста далеч“. По този начин стената прекъсва до голяма степен градския живот и в Потсдам. Малкият берлински ексклав Щайнстюкен в Потсдамския квартал Бабелсберг остава изолиран. По време на Студената война мостът „Глинике“ (на немски: Glienicker Brüke), който свързва Потсдам със Западен Берлин е използван за размяна на шпиони.
През 1960-те години в Потсдам е изграден районен приемен лагер за бежанци от Западна Германия. Когато имиграцията в ГДР намалява, приемният център е разрушен.
През 1966 г. Старото кметство е преустроено и разширено, след което е преоткрито като Дом на културата „Ханс Марквица“ (на името на работнически поет). В него са се помещавали зали за събития, лекционни зали, киносалон и ресторант, като по този начин той служи като място за срещи на различни социални сдружения и лица.

### След обединението на Германия
С обединението на Германия и преосноваването на провинция Бранденбург през 1990 г. (по време на Германската демократична република провинциите са били разпуснати), Потсдам се превръща в столица на Бранденбург.
През 1990 г. голяма част от културния пейзаж на Потсдам е обявен за обект на световното наследство на ЮНЕСКО. През 1993 г. градът празнува хилядната си годишнина, а през 2001 г. е домакин на Федералното градинско изложение под мотото „Градинското изкуство между вчера и утре“. По този повод на ул. „Йоркщрасе“ е открит първият 300-метров участък от градския канал, който е бил засипан през 1960-те години. През 2004 г. градът е награден със златен медал във федералния конкурс „Нашият град процъфтява“.

През 1999 г., 2006 г. и 2021 г. се взимат решения, все по-големи части от центъра на Потсдам да бъдат обявени за зона за реконструкция и да се възстанови обликът на града отпреди 1945 г. Решеното през 1999 г. „предпазливо доближаване до характерния, исторически насложен градски пейзаж“ трябва да се осъществи до началото на 2022 г. с реконструкцията на Гарнизонната църква. По възстановяването на историческите здания в центъра, около църквата „Св. Николай“ на площад „Стария пазар“ ще се работи до 2029 г.
- пл. „Старият пазар“ с руини от Градския дворец, палата Барберини и църквата „Св. Николай“ след Втората световна война, 1947 г.
- По времето на ГДР, църквата „Св. Николай“ е частично възстановена, останките от палатът Барберини са премахнати, а на мястото на някогашния Градски дворец е изграден паркинг за автомобили (1972 г.).
- След взетото 1990 г. решение, се започва възстановяването на Градския дворец.
- Строителната площадка на Градския дворец, пред църквата „Св. Николай“
- Историческият лик на Градския дворец, ок. 1928/1944 г.
- Възстановяването на Градския дворец е завършено. В него днес се помещава парламента на провинция Бранденбург.
- Останките от палата „Барберини“ след войната.
- Реконструкция на палата „Барберини“, в който днес се помещава Музеят Барберини за модерно изкуство.
- Строителни работи по плана за възстановяване на историческия център, 2018 г.

## Население

### Демографско развитие
Град Потсдам е бил малък град с малък и относително стабилен брой жители от първото му споменаване през 993 г. до началото на Новото време. Поради опустошенията и глада по време на Тридесетгодишната война населението намалява до само около 700 души през 1648 г. След като Потсдам става резидентен град (седалище) на маркграфовете на Бранденбург, а по-късно на кралете на Прусия и на императорите на Германската империя (вж. Списък на владетелите) населението се увеличава значително. С индустриализацията през XIX в. населението се утроява и до 1900 г. нараства до 60 000 души. На 1 април 1939 г. Потсдам се превръща в „голям град“ след като към него се присъединяват няколко населени места включително гр. Бабелсберг, който имал население от около 30.000 души. По време на Втората световна война броят на жителите намалява, но през следващите години отново се увеличава.
След обединението на Германия населението на Потсдам първоначално намалява с 13 000 души и през 1999 г. наброява 129 000 жители. От 2000 г. насам обаче се наблюдава постоянно нарастване на населението, което се дължи на притока на нови жители и сравнително високата раждаемост. Присъединяванията на множество населени места към гр. Потсдам през 2003 г. също допринасят за нарастването на населението. През 2010-те години ръстът на населението се ускорява още повече. През 2008 г. е преброен 150 000-ият жител, а през 2017 г. – 175 000-ият. След няколкократни корекции на прогнозите за броя на населението, от 2018 г. насам градската администрация на Потсдам смята, че броят на жителите ще се увеличава безспирно, до около 2035 г. и ще достигне тогава 218.000 жители.
В допълнение към жителите с основно местожителство в Потсдам, които към 31 декември 2022 г. са 186 262 души, има още 5 620 души, регистрирани с вторично местожителство. В края на 2022 г. в Потсдам живеят 22 494 чужденци, което съответства на 12,08 % от населението.

### Население с мигрантски произход
Делът на германците с чуждестранен произход и на чужденците в Потсдам е сравнително нисък, особено в сравнение със западните германски градове, но непрекъснато нараства от 1991 г. насам.
Докато през 1992 г. само 1,30 % от населението са били чужденци, до 2022 г. този дял е нараснал до над 12,08 %. Освен чужденците, през 2021 г. 15,7 % (28 770 души) от населението на Потсдам са били германци с чуждестранен произход.
| Nationalität | Staatsangehörigkeit der Einwohner |
| ------------ | --------------------------------- |
| Сирия        | 02.766                            |
| Русия        | 01.392                            |
| Полша        | 01.152                            |
| Румъния      | 0931                              |
| Украйна      | 0928                              |
| Афганистан   | 0819                              |
| Китай        | 0471                              |
| Турция       | 0463                              |
| Виетнам      | 0448                              |
| Италия       | 0418                              |
| ...          | ...                               |
| България     | 0275                              |

### Религии
Според „Годишния статистически доклад“ през 2011 г. в столичния град Потсдам 14,5 % от жителите са протестанти, 4,6 % са римокатолици, а 80,8 % са нерелигиозни, принадлежали са към друга религиозна общност или не са заявили нищо. В края на 2021 г. 12,4 % са протестанти, 4,7 % са католици, а 82,9 % са нерелигиозни, принадлежат към друга религиозна общност или не са дали данни.
Историята на християнството в град Потсдам се характеризира със съвместно съществуване на различни християнски деноминации през вековете. Първоначално град Потсдам спада към християнското пробство Шпандау в предела на епархията на гр. Бранденбург на Хафел, основана през 949 г. През 1541 г. курфюрстът на Бранденбург въвежда Реформацията, което превръща Потсдам в град с преобладаващо протестантско население в продължение на векове. Преобладава лутеранското вероизповедание, но от 1613 г. монархът и неговият двор (придворните) принадлежат към Реформаторската църква. От 1723 г. тук има френско-реформаторска общност, която през 1753 г. получава за свой храм Френската църква в Потсдам.
През 1817 г. двете протестантски деноминации в кралство Прусия (това са лутеранство и реформаторство) се обединяват под името Евангелска църква в Прусия. Началото поставят лутеранската и реформираната църковна общност в Гарнизонната църква в Потсдам. Върховен глава (на латински: summus episcopus) на новосъздадената официална държавна църква е бил кралят на Прусия като суверенен църковен регент. След няколко промени на името през 1846 и 1875 г., поместната църква започва през 1922 г. да се нарича Евангелска църква на Старопруския съюз, а през 1947 г. нейната маркграфска църковна провинция, към която спада Потсдам, става независима под званието Евангелска църква в Берлин-Бранденбург. През 2004 г. тази църква се слива с Евангелската църква на силезийска Горна Лужица, която също е възникнала от старопруска църковна провинция, и образува съществуващата днес (2022 г.) Евангелската църква в Берлин-Бранденбург-силезийска Горна Лужица. Протестантските енории в Потсдам спадат към Потсдамския църковен окръг, чието седалище (на немски: Superintendentur) е в гр. Потсдам. От 2010 г. съществува юрисдикция Потсдам (на немски: Sprengel Potsdam), като по-широка структура, която обхваща северозападната част на поместната църква и има своето седалище в столичния град Потсдам.
Като реакция от обединението на лутеранската и реформаторската църква в един църковен съюз, противници на съюза създават нова Евангелско-лутеранска църква на Прусия, в която се практикува традицията на някогашната лутеранска църква в Прусия. Тя обаче успява официално да се регистрира като църква едва през 1841 г. след дълъг период на преследване от страна на обединената евангелска църква и пруската държава. Тази енория принадлежи днес към църковния окръг Берлин-Бранденбург на Независимата евангелско-лутеранска църква.
В допълнение към официалните поместни църковни общини има и множество свободни църкви, като например Братското единение.
Тъй като Потсдам е бил гарнизонен град, в него е имало много войници католици. През 1868 г. е построена католическата църква „Св. Петър и Павел“. През 1821 г. е създадена княз-епископска делегация на Бреслауската князе-архиепархия като наместничество за Бранденбург и Померания. През 1930 г. е създадена Берлинската епископия като суфраганна епископия на Бреслау. След Втората световна война територията на църковната провинция Бреслау е отцепена от Германия и се озовава в пределите на Полша, а църковно-правно става подчинена на папата. В хода на обединението на двете германски държави (ГДР и ФРГ) Берлинската епископия през 1994 г. е издигната в Берлинска архиепископия, към която принадлежат и двете католически енории на Потсдам.
Руско-православна енория е основана в Потсдам през 1716 г., когато руският император Петър Велики подарява руски великани на пруския крал Фридрих Вилхелм I за неговия любим полк на „високите мъжаги“ (на немски: Regiment der Langen Kerls), известен също като Потсдамската великанска гвардия (на немски: Potsdamer Riesengarde). През 1734 г. кралят нарежда северната главна постройка на Дългата конюшня да бъде религиозно осветена като църква (без църковна кула/камбанария), която да обслужва религиозните нужди на гарнизона (гарнизонна църква), който наброявал междувременно 300 миряни. Тя просъществува до 1809 г., когато броят на миряните-войници постепенно се е стопил. Със създаването на Руската колония „Александровка“ в Потсдам се сформира нова руско-православна църковна общност покрай храм-паметника „Александър Невски“. Тя принадлежи към Берлинската епархия на Московската патриаршия и наброява около 1000 вярващи.
Делът на християните намалява значително по времето на ГДР. През 2014 г. в Потсдам живеят повече от 30 000 християни от различни вероизповедания, което представлява 20 % от населението на града. Около 25 000 от тях принадлежат към 22-те протестантски църковни общности в града, а около 5000 – към двете католически общности. Също така има и различни свободни църковни общности, които наброяват няколко хиляди вярващи.
В Потсдам има две юдаистки общности. Една от тях принадлежи към Централния съвет на евреите в Германия (най-голямата еврейска организация в Германия) и през 2010 г. се състои от около 400 члена. Втората общност е независима от Централния съвет и се нарича „Общност на спазващите закона евреи“. В Потсдам се намира и либералният колеж „Абрахам Гайгер“ – единствената досега равинска семинария в следвоенна Германия. „Старата синагога“ в Потсдам е разграбена по време на ноемврийските погроми през 1938 г. Сградата е окончателно разрушена от бомбардировките по време на Втората световна война. Оттогава в града е нямало синагога. Като част от преустройството на центъра на града, през 2018 г. е взето решение за възстановяване на синагогата на ул. Шлосщрасе. Преди това обаче през 2021 г. е открита друга синагога, която е част от Европейския център за еврейска ерудиция към Потсдамския университет.
През 2015 г. няма данни за актуалния брой на мюсюлманите, будистите и представителите на други вероизповедания, живеещи в Потсдам. Мюсюлманска общност съществува от 1998 г. В миналото Прусия е била толерантна по отношение на религията. През 1740 г. пруският крал Фридрих Велики заявява: „всички религии са равни и добри, ако само хората, които ги изповядват [публично], са честни хора, а ако турци и езичници решат да дойдат и да се заселят, искаме да им построим джамии и църкви“. Въпреки че по-късно Фридрих не построява джамии, баща му Фридрих Вилхелм I още през 1739 г. преустройва една стая във „Военното сиропиталище“ в молитвена зала за 22 мюсюлмански „високи мъжаги“ (войници), което я превръща в първата джамия на германска земя. За разлика от нея „Потсдамската джамия“ от XIX век, която се намира само на няколкостотин метра, никога не е била свещена сграда, а винаги е била светска паромашинна сграда с външен вид на джамия.

## Политика

### История на администрацията
От 1345 г. градът се ръководил от консул, а от 1450 г. – от кмет. Има данни за съществуването на градски (общински) съвет от 1465 г. През XVI и XVII в. съветът се състои от четирима до петима членове, включително кмета. По-късно съответният държавен владетел (бил той курфюрст, крал или император) оказвал силно влияние върху градската администрация, тъй като Потсдам бил резидентен град. От 1722 г. нататък градът е имал магистрат за Стария и Новия град, а на чело на целия град е стоял градски директор. През 1809 г. Потсдам става (самостоятелен) град без окръжна принадлежност, начело на който стои главен кмет (под негово ръководство са кметове отговорни за отделни политически сфери; например, кмет по социалните въпроси, кмет по финансите и пр.). Градският съвет (на немски: Stadtverordnetenversammlung) e орган, който се избира пряко от населението; активно и пасивно избирателно право имат всички лица над 16-годишна възраст, които са германски граждани и граждани на Европейския съюз с постоянно местожителство в провинция Бранденбург.
По време на националсоциализма в Германия, градският съвет е разпуснат, а главния кмет се назначава директно от Националсоциалистическата германска работническа партия.
След края на Втората световна война, през 1945 г. съветската окупационна власт възвръща градския съвет и назначава нов главен кмет. Съветът бил избиран от единната листа на Националния фронт на Германската демократична република (сдружение на всички партии и политически движения), изборите обаче не са били свободни.
След обединението на Германия през 1990 г. Потсдам става седалище на различни провинциални и федерални органи, сред които Дирекция III на Генералната митническа дирекция, Главната дирекция на Федералната полиция и клон на Федералната сметна палата, както и на множество публични корпорации.

### Град Потсдам
От 1990 г. Потсдам е независим град в провинция Бранденбург. Градската администрация се намира в кметството на Потсдам на улица „Фридрих-Еберт“. Официалното име на град Потсдам е Провинциална столица Потсдам (т. е. столица на провинция).
Главният кмет се избира на всеки осем години, а градският съвет на Потсдам – на всеки пет години чрез местни избори. От 28.11.2018 г. кмет на Потсдам е Майк Шуберт (на немски: Mike Schubert) от Социалдемократическата партия на Германия.
През 2014 г. финансовият дълг на града е сред най-ниските в Германия. Към 31.12.2020 г. финансовият дълг на Потсдам възлиза на 60,1 млн. евро, което се равнява на 332 евро на глава от населението.

### Герб и знаме
Хералдическо описание на герба:
| „                                                                                           | На златен фон – червен орел на златни ромбоиди, гледащ наляво, с черни крайници. Горният ръб на щита е украсен със сводеста петолъчна червена крепостна корона. | “ |
| Основен статут на провинциалната столица Потсдам от 04.03.2009 г., посетен на 27.04.2022 г. | |   |

Обосновка на герба: Гербът на Потсдам изобразява в центъра си стилизиран вариант на бранденбургския орел върху златен щит. Бранденбургският орел на герба може да се проследи в миналото до XII в.: за първи път се появява през 1170 г. в печата на асканеца Ото I, син на Албрехт Мечката. Най-старото запазено изображение на орела като хералдическо животно на Потсдам датира от 1450 г. върху един печат на града. От 1660 г. насам на Потсдам, в качеството му на резидентен град, е разрешено да използва червения бранденбургски орел, който преди това е бил изобразяван на сребърен фон, а сега на златен. Настоящата цветова схема е известна от 1753 г. насам. В исторически план сегашният дизайн на градския герб с дъгообразната петоъгълна крепеостна корона произхожда от скица на Вернер Нерлих, директор на Берлинския университет за приложни науки за реклама и дизайн (с филиал в Потсдам), от 1957 г., въпреки че след 1990 г. е леко променен и цветът е конкретизиран: Градският герб на Потсдам е стандартизиран в сегашния си вид от 1994 г. насам.
Знамето на град Потсдам е „двулентово, червено-жълто, с поместен в средата герб“.

### Побратимени градове
Историята на Потсдам го е превърнала в международен град, което се отразява и в разнообразието на неговите партньорски споразумения с различни побратимени градове. Постоянно могат да се видят сходства в историята, архитектурата или значението на побратимените градове. Забележително по него време е било побратимяването през 1988 г. с тогавашната западногерманска столица Бон, случило се още по времето на разделението на Германия. Потсдам поддържа побратимявания със следните градове:
| - Полша, град Ополе, Ополско войводство (от 1973 г.)         | - Германия, град Бон, Северен Рейн-Вестфалия (от 1988 г.) | - Швейцария, град Люцерн, кантон Люцерн (от 2002 г.)    |
| - Франция, град Бобини, Ил дьо Франс (от 1974 г.)            | - Италия, град Перуджа, Умбрия (от 1990 г.)               | - Франция, град Версай, Ил дьо Франс (от 2016 г.)       |
| - Финландия, град Ювяскюля, Централна Финландия (от 1985 г.) | - САЩ, град Сиукс Фолс, Южна Дакота (от 1990 г.)          | - Танзания, град Занзибар, област Занзибар (от 2017 г.) |

### Общински въпроси
Градоустройството, особено възстановяването на центъра в историческия му вид преди разрушенията от войната, е предмет на много всестранни дискусии от 1990 г. насам. През 2014 г. възникват спорове относно това, как ареала на Градината за наслада да бъде ползван в бъдеще, а също така и относно събарянето на различни сгради на територията на града (предимно от социалистическо време, които не отговарят на съвременната естетика). От една страна, градът е туристическа дестинация поради множеството дворци и паркове и възстановяването на центъра в историческия му вид се очаква да възвърне части от историята и идентичността на града и да привлече още повече туристи. От друга страна, градът безспирно расте, и то с големи темпове, поради което има недостиг на жилищни сгради; разрушаването на многоетажни панелни блокове от социализма и замяната им с традиционни (малки) къщи по исторически образ, би задълбочило този социален проблем. Друг въпрос е също, дали не трябва да се запазят и свидетелства на социалистическата архитектура, които дори и не до там красиви, все пак също са част от историята на града. Предмет на остри обществени разногласия е било възстановяването на някогашния Градски дворец в центъра на града (тъй като Германия е република, а не монархия), който в крайна сметка е изграден наново и днес служи като седалище на ландтага на Бранденбург (парламента на провинция Бранденбург), чиято столица е Потсдам. Все още (към 2022 г.) се състои широка обществена дискусия относно възстановяването на Гарнизонната църква, която от една страна е била емблематична сграда за архитектурния пейзаж на града и възстановяването ѝ ще допринесе за синхрона на зрителните оси, от друга страна обаче тя е свързана с милитаризма на Прусия, служейки на пруските войници, а по-късно и с националсоциализма, тъй като в нея се състояла официалната церемония по встъпването в длъжност на Хитлер в т. нар. Ден на Потсдам. Към април 2022 г. се дебатира компромис, който предвижда да се възстанови църковната кула с камбанария, но не и основната сграда на самата църква.
С цел подобряването на въздуха и здравето, през 2012 г. се въвежда „екосъобразен контрол на движението“, който има за цел да предотврати превишаването на пределно допустимите стойности за азотен диоксид и фини прахови частици.
Сред проблемите на икономическата и градоустройствена политика на град Потсдам е намаляващият брой разрешителни за строеж, въпреки нарастващото търсене на жилища, и произтичащият от това спад в жилищното строителство (статус: 2018 – 2020 г.). Освен това общинските предприятия за комунални услуги (предприятия, поддържащи инфраструктурата – водоснабдяване, газоснабдяване, електроснабдяване, топлоснабдяване, сметосъбиране и пр.) се борят с проблеми при набирането на персонал в някои области (например шофьор(к)и на градския транспорт).

### Провинция Бранденбург
Потсдам е столицата на провинция Бранденбург. В града се намира ландтагът на Бранденбург (парламентът на провинцията). Правителството на провинция Бранденбург и министър-председателят се помещават в т. нар. Държавна канцелария на провинция Бранденбург, която се намира на улица „Хайнрих ман Але“ № 107. Из целия град са разпръснати седалищата на деветте министерства на провинция Бранденбург. Конституционният съд на провинция Бранденбург се намира на улица „Йегерале“ № 9 – 12.
След обединението на Германия през 1990 г. и новоосноваването на провинция Бранденбург, парламентът на провинцията първоначално се помещавал в сградата на бившето „Кралско военно училище“, намиращо се на хълма „Браухаусберг“. Тъй като сградата вече не отговаряла на изискванията за модерен парламент, парламентът на провинцията решава да построи нова сграда на мястото на бившия Потсдамски градски дворец, намиращ се на площад „Стария пазар“. След като през 2002 г. телевизионният водещ Гюнтер Яух прави първата крачка с дарението на 3,5 млн. евро за изграждането на „Портала на Фортуна“ (главния портал на градския дворец), през 2005 г. Градският съвет на Потсдам решава да се започне строеж за възстановяването на двореца, който бил разрушен по време на Втората световна война. От 2010 до 2013 г. Градският дворец се възстановява в оригиналния му външен вид по историческите планове на Георг Венцеслаус фон Кнобелсдорф. Изграждането на историческата фасада, богата на орнаменти, е дарена изцяло от основателя на SAP – Хасо Платнер, струвайки 10 млн. евро. От вътре сградата е проектирана за модерните нужди на парламента и не отговаря на историческата архитектура. През 2014 г. парламентът на Бранденбург официално открива новата сграда и се нанася в нея.

### Органи на сигурността
Потсдам има от края на 17-ти век насам доста многозначно минало като град, в който са разположени военни съоръжения. Главнокомандващите са били доста разнообразни, като се започне от пруската армия, мине се през Германската имперска армия, райхсвера и вермахта на Третия райх през националсоциализма в Германия, Червената армия на Съветския Съюз по време на разделението на Германия, Национална народна армия на бившата Източна Германия, та се стигне до днешния бундесвер на Федерална република Германия.

Като втори резидентен град на пруските крале (след Берлин), Потсдам е превърнат в седалище на гарнизон (гарнизонен град) от „краля на войниците“ Фридрих Вилхелм I, а войниците са настанени предимно в представителни сгради в сърцето на града. В определени периоди, войниците са наброявали почти половината от жителите на града. Дълго време военните съоръжения определят лика на града и демографската структура на населението му до такава степен, че през 1854 г. Александър фон Хумболт описва града като „пуст казармен град“. Прочути стават „дългите мъжаги“ – пруски гвардейци с ръст доста над средния тогава от 1-ви гвардейски пехотен полк и 9-ти пехотен полк. Към последния полк спадат много от съучастниците в опита за покушението на Хитлер на 20.07.1944 г..
През 1945 г. Червената армия на СССР, а по-късно Националната народна армия на ГДР, стопанисват по-голямата част от казармите. До 1991 г. в Потсдам се намира и 34-та артилерийска дивизия на Групата на съветски въоръжени сили в Германия. След обединението на Германия, вече няма нужда от мащабна армия в дотогавашния ѝ обем. Многобройните казарми и военни съоръжения, много от които са исторически и архитектурно значими, оттогава насам затова се използват с друго предназначение като например жилищни сгради за граждани.
От 2001 г. насам оперативното командване на Бундесвера е базирано непосредствено край парка „Wildpark“ в град Гелтов на ръба на границата с Потсдам. Там работят около 500 офицера от генералния щаб.
От 2013 г. Центърът за военна история и социални науки на Бундесвера се помещава във вила „Ингенхайм“ на брега на река Хафел в Потсдам. Тук се провеждат военноисторически изследвания на германската история; учреждението има около 120 служители. На него е подчинен Военноисторическият музей на Бундесвера в град Дрезден.
От 2008 г. централата на Федералната полиция на Германия се намира в Потсдам. Федералния висш орган е пряко подчинен на Федералното министерство на вътрешните работи и упражнява служебен и технически надзор върху Федералната полиция.

## Икономика

### Показатели
През 2019 г. Потсдам генерира брутен вътрешен продукт (БВП) от 7,99 милиарда евро на територията на града, като се нарежда на 57-мо място в класацията на германските градове по икономическа продукция. През същата година градът заема дял от 10,7 % от икономическата продукция на провинция Бранденбург. Също така през същата година, брутния вътрешен продукт на Потсдам възлиза на 44 596 евро на глава от населението (за Бранденбург: 29 716 евро; за Германия 41 508 евро) и по този начин е над средния за региона и страната. На едно трудово заето лице се падат 68 344 евро, а броят им е около 116 938. Поради близостта до Берлин икономиката се развива много динамично. През 2019 г. БВП на града нараства номинално с 5,3 % в сравнение с предходната година, а тогава от своя страна ръстът е бил 4,6 %. Потсдам е част от метрополния регион Берлин-Бранденбург, чийто БВП през 2018 г. възлиза на 217 450 милиарда евро.
Към 30.06.2020 г. 87 510 жители на Потсдам са имали работа над социално-осигурителния праг (450 евро), което е с 1,6 % повече от предходната година. Към 31.12.2020 г. равнището на безработица в Потсдам е 6,0 %, което е под средното за Бранденбург (6,1 %) и над средното за Германия (5,9 %). Средният нетен доход на частните домакинства през 2019 г. е 1 975 евро (включва всякакъв тип доходи – напр. от работа, имущество или социални помощи). Първичният брутен доход на частните домакинства (от работа, самозаетост или имущество) през 2018 г. е 4 716 евро. Средният разполагаем доход на едно домакинство през 2018 г. (първичният доход, минус данъци и осигуровки, плюс социални помощи) в Потсдам е 3 752 евро, което е 3,6 % повече от предходната година; това е доходът на свободно разположение за потребление или спестяване.
Между 2019 и 2021 г. в столицата на провинция Бранденбург са се основали 70 нови предприятия (стартъп), което се равнява на дял от 38,4 новосъздадени предприятия на 100 000 души от населението, като така Потсдам се нарежда на четвърто място сред всички големи германски градове след Берлин (53,1), Мюнхен (44,5) и Хайделберг (40,3).

### Икономическо профилиране и качество на живот
Положителното развитие на Потсдам от 1990 г. насам се дължи предимно на профилирането му като център на културата, услугите и науката, което му е позволило да се адаптира към изискванията на модерната пазарна икономика с по-високи нива на образование. Градът е едно от 15-те регионални ядра на икономически растеж в провинция Бранденбург и затова бива специално стимулиран. Освен това географското разположение в агломерацията на Берлин е привлекателно за установяване на фирми в града. Свръзките с инфраструктури като магистрали, железопътни линии, мостове и летище се разрастват непрекъснато.
В така наречения „Атлас на бъдещето“ от 2019 г., който показва прогнози на база различни индикатори, град Потсдам заема 92-ро място сред 401 окръзи, общини и независими градове в Германия, което го прави едно от местата със „сигурни бъдещи перспективи“ и го поставя на първо място в Бранденбург. В проучване на публично-правния Втори немски телевизионен канал (ZDF) относно качеството на живот в 401 германски окръга и независими градове Потсдам заема четвърто място през 2018 г.

### Технологии и малък бизнес
През 2020 г. в Потсдам са регистрирани 12 661 малки занаятчийски и търговски предприятия, което е растеж от 51 (1,2 %) в сравнение с 2019 г. Предприятия, чиято дейност е свързана с научния прогрес, са се установили в Потсдам и околностите поради големия брой научноизследователски институти тук. Регионът е един от водещите в Германия в областта на биоикономиката и биотехнологиите. В Потсдам се намира международната компания за медицинска техника „Christoph Miethke“, както и „Иновационен център“ на софтуерния гигант SAP.
През 2001 г. компанията Oracle инвестира в свой клон в града. Тук е изграден и един от трите дизайнерски центъра на Volkswagen в света. През 2006 г. един от водещите производители на желирани бонбони в Германия – фирмата „Katjes“ – отваря „стъклена фабрика за бонбони“ в квартал Бабелсберг, където посетители могат да гледат приготвянето на изделията. До средата на 2024 г. в Потсдам ще бъде изграден бизнес център за информационни технологии.
Сред най-големите работодатели в Потсдам през 2018 г. са Потсдамският университет, градската администрация, общинските предприятия за комунални услуги, частната здравноосигурителна каса „AOK Nordost“, Среднобранденбургската спестовна каса, администрацията на провинция Бранденбург и Инвестиционната банка на провинция Бранденбург.

### Медии
Основаното през 1911 г. филмово „Студио Бабелсберг“ в едноименния потсдамкси квартал Бабелсберг е най-старото мащабно филмово студио в света, най-голямото в Германия и едно от най-големите в Европа по отношение на площта. От 2022 г. обаче студиото е мажоритарна собственост на американска компания за недвижими имоти.
Продуцентската компания „UFA“, дъщерно предприятие на международната медийна група Bertelsmann, понастоящем е една от германски компании с най-голям оборот в областта на филмовите и телевизионни продукции и е със седалище в Потсдам. В града се намира и Бордът на медиите Берлин-Бранденбург (на немски: Medienboard Berlin-Brandenburg) – държавно дружество за финансиране/субсидиране на филмовото изкуство в провинциите Берлин и Бранденбург.
Ежедневниците, които се издават в Потсдам, са „Потсдамере Нойестен Нахрихтен“, „Меркише Алемайне Цайтунг“ с регионален раздел за Потсдам и регионалното издание на „Тагешпигел“'.
Общественият „Радиотелевизионен канал Берлин-Бранденбург“ (на немски: Rundfunk Berlin-Brandenburg) излъчва от потсдамския квартал Бабелсберг. Там се произвеждат и предаванията на радиостанциите „Антен Брандербург“, „Радио фриц“ и „Радио Айнс“, както и телевизионните новинарски предавания „Brandenburg aktuell“ и „zibb“. В Потсдам се излъчва и местната телевизионен канал Hauptstadt.TV, както и местния радио канал „Радио Потсдам“ и детския радио канал „Радио Теди“.
От 1997 г. насам се издава месечното списание „Ивентс“, което информира относно мероприятия и дава гастрономически съвети. От 2004 г. излиза месечното списание за цялото семейство „ПоцКидс!“, а от 2010 г. – месечното списание „фридрих“.

### Туризъм
Туризмът е много важен за Потсдам. От 1995 г. до 2019 г. броят на посетителите се увеличава непрекъснато, като след това през 2020 г. намалява във връзка с пандемията от COVID-19.
През 2019 г., над 564 000 души са посетили града, а броят на нощувките възлиза на над 1,33 милиона. През същата година в Потсдам е имало 59 хотела и къщи за гости с около 6 134 легла.
В „Медийния град Бабелсберг“ се намира „Филмов парк Бабелсберг“ – тематичен парк, който доближава посетителите до света на киното чрез обиколка из снимачните студия, както и с изложби, каскадьорски представления, филмови кулиси и декори, както и с реквизит от многобройни известни филмови продукции. Филмовият парк отчита около 330 000 посетители през 2016 г., а през 2020 г. едва около 100 хиляди. Дворцовият парк „Сансуси“ е друга голяма атракция в Потсдам, която също привлича около 330 000 посетители годишно, а общия брой на посетителите на всички дворци в Потсдам възлиза 2018 г. на над 887 хиляди души.
Потсдам днес се е превърнал в популярно място за фирмени мероприятия, конгреси и сватбени празненства.

### Сдружения
„Търговско-промишлената камара Потсдам“ е със седалище в град Потсдам и през 2020 г. тя представлява интересите на общо 82.868 фирми-членки на територията на Западен Бранденбург. „Камара на занаятчиите Потсдам“ представлява интересите на 17463 занаятчийски предприятия (към 2020 г.) в района на камарата в Потсдам.

## Инфраструктура
След демократичните промени в Германия през 1989/1990 г., повечето от съществуващите сгради в Потсдам са санирани през 1990-те години, а от 2010 г. насам е в сила Интегрирана генерална концепция за строителство, според която градът на много места трябва да възвърне предишния си класицистически център чрез проекти за реконструкция на исторически сгради, които са били погубени през войната или комунизма. Така например, през 2014 г. е възстановен Градският дворец, през 2016 палатът „Барберини“, от 2017 г. се реконструира Гарнизонната църква, от 2020 г. – западната част на централния площад „Стар пазар“. В дългосрочен план предстои да бъде разкопан и приведен в експлоатация Градският канал, който бил засушен през 1960-те години.
Към 2022 г. се изграждат два нови квартала – единият е „Шпайхерщат“ (Speicherstadt), който някога е бил товаро-разтоварителен индустриален комплекс на речното пристанище до Градския дворец, но разрушен по време на войната, а другият е „Крампниц“ (Krampnitz), който е бивш казармен комплекс на Съветската армия по време на ГДР, а днес сградите се преустройват в модерни жилищни комплекси с нулеви емисии на въглероден диоксид и предназначени да подслонят над 7000 души. Така се очаква да се намали напрежението на жилищния пазар, тъй като градът се разраства с много бързи темпова, а жилищният фонд е недостатъчен. През 2021 г. в Потсдам има 21 413 жилищни сгради, а броят на жилищата в града е 94 109 (+2 504 в сравнение с предходната година).
За прилагането на „Конвенцията на ООН за правата на детето“ на местно ниво, градът е отличен със сертификат на УНИЦЕФ като „Дружелюбна към децата община“ и е носител на това отличие от 2017 г. насам.

### Пътна инфраструктура
Потсдам е свързан с федералната магистрална мрежа, а по-точно в западната си и южната си част с берлинската околовръстна магистрала А 10 благодарение на „магистрален възел Потсдам“, а на изток – с магистралата А 115 (известна също като AVUS).
През територията на града минават няколко федерални пътя – B 1, B 2 и B 273. Градът се намира на германско-нидерландския ваканционен „Орански маршрут“ – на името на нидерландската династия „Оран-Насау“, тъй като маршрутът започва от Амстердам и преминава през множество населени места в Германия, свързани с историята на нидерландската династия.
През града преминава и провинциалният път L 40, който свързва Потсдам с федералните пътища B 101, B 96 и B 179, както и с южния берлински район „Трептов-Кьопеник“, минавайки през селищата Щансдорф, Телтов, Малов и Шьонефелд.
Гъстотата на леките автомобили в града през 2021 г. възлиза средно на 435 автомобила на 1000 души, което е под средната стойност за Бранденбург от 578 автомобила на 1000 души. През 2021 г. в Потсдам са регистрирани общо 102 146 моторни превозни средства (+ 16 631 в сравнение с 2011 г.)

### Велосипедна инфраструктура
От 2008 г. насам градът работи по концепция за велосипедния транспорт, която непрекъснато се обновява, а актуално действащата е от 2017 г. През 2017 г. дванадесет процента от всички пътувания в Потсдам са направени с велосипед (в Берлин: 15 %, в Бранденбург: 11 %, в Германия: 11 %). Също така през 2017 г. 83 % от населението на Потсдам притежават собствен велосипед (в Берлин: 77 %, в Бранденбург: 85 %, в Германия: 77 %). На територията на града има 177 км велосипедни алеи и велосипедни ленти (към 2016 г.). На приземния етаж на Централната железопътна гара има закрит охраняван паркинг за велосипеди. В целия град има разпръснати над 30 велосипедни пункта с общо над 300 велосипеда, които саморъчно и денонощно могат да бъдат вземани под наем, като за отключването им са необходими мобилен телефон и кредитна карта.
Потсдам е свързан с няколко велосипедни маршрута на дълги разстояния, включително „Европейският велосипеден маршрут R1“ (води от Франция до Русия), „Велосипедният маршрут на дълги разстояния Амстердам-Берлин“, „Велосипедният маршрут Хафел“ (води от извора до устието на река Хафел), „Велосипедният маршрут „Берлинска стена“ (следва успоредно хода на бившата Берлинска стена, заобикаляла Западен Берлин), „Велосипедният маршрут „Алтер Фриц“ (кръгова обиколка на забележителностите на града; наречен е на крал Фридрих Велики, наричан още: „старият Фриц“), както и „Обиколен път на хафелските езера F1“.

### Местен обществен транспорт
До Потсдам стига линия № 7 на Берлинската градска железница (на немски: Berliner Stadtbahn или Berliner S-Bahn), която представлява вид надземно метро, което свързва районите на Берлин помежду им и с предградията. Влаковете по тази линия пътуват денонощно; от 5 ч. до 24 ч. на 10-минутен такт, а нощем от 0 ч. до 5 ч. на 20-минутен такт. Така о осигурена непрекъснат денонощен връзка между Потсдам и Берлин.
Освен това общинското „Транспортно предприятие в Потсдам“ (на немски: Verkehrsbetrieb in Potsdam, съкратено: ViP) обслужва 7 трамвайни линии, 23 градски автобусни линии, както и една фериботна линия, която свързва полуостров Хермансвердер с жилищните райони на северозападния бряг на река Хафел.
В южната част на Централната железопътна гара на Потсдам се намира автогара, където има връзки за множество градски и регионални автобусни линии. Нощем в Потсдам се движат четири градски автобусни линии, както и няколко междуградски между Потсдам и Берлин.
Централният пункт за прекачване в трамвайната мрежа е спирка „Площад на единството“ (на немски: Platz der Einheit), където се кръстосват всички седем трамвайни линии.
Всички местни транспортни услуги могат да се ползват по единни тарифи на Транспортната асоциация Берлин-Бранденбург (на немски: Verkehrsverbund Berlin-Brandenburg, съкратено: VBB).

### Железопътен транспорт
През града минават няколко железопътни линии, които обслужват общо десет жп гари. Връзките между Потсдам и Берлин са най-често използваните от ежедневно пътуващите за работа в метрополния регион Берлин-Бранденбург.
Железопътната линия Берлин-Потсдам е първата железопътна линия в Прусия, построена през 1838 г. През 1845 г. тя е удължена до град Магдебург в днешната провинция Саксония-Анхалт. На територията на Потсдам има пет железопътни гари, разположени по тази линия и по успоредната линия № 7 на Берлинската градска железница; това са: гара Грибницзе, гара Бабелсберг, Централна жп гара Потсдам, гара Шарлотенхоф и гара „Парк Сансуси“.
През 1879 г. е открита също така железопътната линия Берлин-Бланкенхайм, която минава през източната част на Потсдам покрай гара „Потсдам Медиен град Бабелсберг“ и гара „Потсдам-Ребрюке“. По тази линия се намира и важната разпределителна гара Седин южно от Потсдам. Най-източната част на линията минава през гористата местност Грюневалд и стига до гара „Берлин-Шарлотенбург“ в берлинския район Шарлотенбург-Вилмерсдорф, от където може да се прекачи в Берлинската градска железница.

През 1874 г. е прокарана крайградската железопътната линия Ванзе. От 1902 г. насам по тази линия може да се стигне до Потсдам с влакове на Берлинската градска железница. През 1928 г. линията е електрифицирана.
Между 1902 и 1908 г. е построена железопътната линия Ютербог-Науен в отсечката минаваща през Потсдам. Участъкът северно от потсдамската гара Голм става по-късно през 1956 г. част от Външния железен околовръстен път на Берлин (на немски: Berliner Außenring),1 който свързвал берлинските предградията намиращи се в Източна Германия с Източен Берлин, заобикаляйки Западен Берлин. След 1945 г. е построен връзка директно до гара „Потсдам град“ (от 1999 г. насам: „Централна железопътна гара Потсдам“; на немски: Potsdam Hauptbahnhof). Участъкът между Потсдам и кръстовището с железопътната линия Берлин-Бланкенхайм край Седин бил модернизиран по време на разделението на Германия като първокласен железен път, който понякога се използвал за транзитни влакове идващи от южната част на Западна Германия и пътуващи за Западен Берлин.
През 1956 г. е открит Външният железен околовръстен път на Берлин. На този път се намирала някогашната (1960 – 1993 г.) Централна жп гара Потсдам (от 1993 г. насам централната гара е на друго място, а тази гара е преименувана в: „Потсдам Пиршхайде“). Други гари намиращи се по трасето в пределите на Потсдам са гара Голм и гара Маркварт.
Железопътните връзки на дълги разстояния от и за Потсдам са рядкост, тъй като от средата на 2000-те години повечето влакове на дълги разстояния се движат по високоскоростната линия Хановер-Берлин, която преминава северно от Потсдам. За връзки на дълги разстояния обикновено се налага прекачване в Берлин. Изключения са три връзки – първата: от Котбус през Берлин, Потсдам, Олденбург за Норден; втора: от Берлин през Потсдам, Магдебург, Вюрцбург за Мюнхен; и третата: от Берлин през Потсдам, Магдебург, Хановер, Дюселдорф за Кьолн.
От Потсдам потеглят няколко линии регионални влака (на немски: Regionalbahn, съкратено RB) и бързи регионални влака (на немски: Regionalexpress, съкратено RE) в следните посоки:
- От Централна жп гара Потсдам (или частично от жп гара Шарлотенхоф, жп гара Парк Сансуси и жп гара Голм):
  - Берлин (RE 1, RB 21/22) – Франкфурт на Одер (RE 1)
  - Бранденбург на Хафел – Магдебург (RE 1)
  - Голм – Хенигсдорф край Берлин – Ораниенбург (RB 20)
  - Голм – Приорт – Вустермарк (RB 21)
  - Голм (влакът се разделя/предната композиция е за:) – Летище „Берлин-Бранденбург BER“ – Кьонигс Вустерхаузен (RB 22)
  - Капут – Михендорф (RB 23)
- От гара Медиен град Бабелсберг и гара Ребрюке:
  - Берлин – Летище „Берлин Бранденбург“ (BER) – Вюнсдорф-Валдщат: RE 7
  - Берлин-Ванзе: RE 7, RB 33
  - Бад Белциг – Десау: RE 7
  - Беелиц град – Ютербог: RB 33

### Корабен транспорт
Потсдам е допирна точка на водния път „Долна Хафел“. Този път е най-важната връзка от Изток на Запад за вътрешноводното корабоплаване в района между р. Одер, гр. Берлин и р. Елба. За корабния превоз на товари се използва Сакро-Парецкия канал, преминаващ от Берлин през Потсдам за Кетцин. Речното пристанище на Потсдам, намиращо се непосредствено пред Градския дворец, се използва от немски и чуждестранни европейски корабоплавателни фирми. През плавателния сезон (обикновено от март до септември) има ежедневни редовни линии до берлинските пристанища „Ванзе“, „Шпандау-Линденуфер“ и крайбрежната алея „Гринуич“ в Берлин край езерото Тегел, както и в посока гр. Капут, Ферх и Вердер.
По крайбрежната алея „Стария път“ (на немски: Alte Fahrt) в Потсдам, която се намира срещу „Острова на дружбата“, има кейове с лодки, кану, водни колела и пр. за развлечение и воден спорт.
В Потсдам се движи също „водно такси“, което има твърдо определено разписание и обслужва общо 13 спирки в града, като например кея край дворец Цецилиенхоф, кея край дворец Бабелсберг, пристанище Потсдам и др. На пристанище Потсдам то минава шест пъти дневно.

Общо в града има 16 кея, в това число яхтени пристанища и централното пристанище.
- Пристанище Потсдам (централно)
- Пристанище Потсдам, на заден план се вижда Градския дворец и църквата „Св. Николай“
- Яхтено пристанище „Ам Тифен зе“
- Яхтено пристанище „Нимфеа“
- Яхтено пристанище „Потсдам“ вляво; в средата: полуостров „Хермансвердер“ и град Потсдам наоколо, а съвсем в далечината се вижда Берлин.
- Водно такси

### Въздушен транспорт
Потсдам е свързан с националния и международния въздушен трафик чрез летище „Берлин Бранденбург“ (BER), което се намира на около 40 километра в източна посока. До летище BER може да се стигне с регионален влак RB 22 (за 48 минути) и експресен автобус BER 2 (за 59 минути) или по високоскоростния автомобилен път Потсдам-Шьонефелд.

## Образование

### Висши училища
Потсдам е международно реномиран университетски град с три държавни университета. През зимния семестър 2020/2021 г. студентите в града наброяват 26 555 и съответстват на 7,07 % от населението. През 2019 г. 26,3% от жителите са имали диплома за висше образование или докторска степен (средно за страната 18,5%).
Потсдамският университет е основан през 1991 г. като университет на провинция Бранденбург. Университетът се разпростира на три кампуса: Край Новия дворец (на немски: Am Neuen Palais), Голм и Грибницзе. Към ноември 2021 г. в университета следват общо 22 006 студента. Институтът „Хасо Платнер“ е единственият в Германия частно финансиран институт, който се помещава в държавен университет (Потсдамския университет) и съвместно с Потсдамския университет образува Факултета по цифрово инжинерство (на немски: Digital Engineering Fakultät); името си носи от г-н Хасо Платнер – съосновател на SAP и потсдамски меценат.
Бабелсбергският филмов университет е най-старото и най-голямото висше училище по медии в Германия и от 2014 г. има ранг на университет. Основан е през 1954 г. като Германска академия по кинематографично изкуство, а от 1985 г. се наричал Академия за филмово и телевизионно изкуство „Конрад Волф“. Кампусът на университета е разположен на територията на Филмовото студио Бабелсберг и през зимния семестър 2020/2021 г. обучава 904 студента. В университета се организира ежегодният международен студентски филмов фестивал Sehsüchte (в свободен превод: страст за окото). Филмовият университет разполага със собствено „Училище за електронни медии“, което обучава журналисти.
Потсдамският университет по приложни науки е младо висше училище, основано през 1991 г. под патронажа на провинция Бранденбург. В него през зимния семестър 2020/2021 г. се обучават 3645 студента.
Освен държавните университети в града се намират и частният Потсдамски университет по приложни науки за спорт и мениджмънт, евангелско-църковният Потсдамски университет по приложни науки „Клара Хофбауер“ и частният Здравен и медицински университет.

### Научноизследователски учреждения
Град Потсдам започва да се утвърждава като предпочитано място за научни изследвания още от средата на 19-ти век. В никой друг град в Германия няма повече изследователски учреждения на глава от насаленето от колкото в Потсдам. Научният потенциал обхваща повече от 40 изследователски института в областта на хуманитарните и социални науки, геонауките и околната среда, биологията и живота, физиката и химията, включително три института „Макс Планк“ и два института „Фраунхофер“. Много от институтите са свързани с Потсдамския университет.
Сред изследователските институти са и следните международно реномирани:
- Институт за полярни и морски изследвания „Алфред Вегенер“ (изследователско звено Потсдам)
- Институт „Фраунхофер“ за приложни изследвания в областта на полимерите (IAP)
- Институт „Макс Планк“ за изследване на колоиди и интерфейси
- Институт „Макс Планк“ за молекулярна физиология на растенията
- Институт „Макс Планк“ за гравитационна физика (Институт „Алберт Айнщайн“)
- Център „Хелмхолц“ – Германски изследователски център за геонауки (GFZ) – Потсдам
- Институт „Лайбниц“ за астрофизика (AIP) – Потсдам
- Центърът за европейско-еврейски изследвания „Мозес Менделсон“
- Потсдамски институт за изследване на въздействието върху климата
- Германски институт за изследване на храненето – Потсдам-Ребрюке
- Център „Лайбниц“ за изследване на съвременната история.

### Училища
По данни на Федералната статистическа служба в нито един друг голям германски град няма повече ученици от един випуск, които да завършват средно образование, отколкото в Потсдам. През 2017 г. 1244 ученика от общо 1942 във випуска са завършили с диплома за средно образование, което съответства на 58% от всички випусници (за сравнение: средното за страната е 34 %). Останалите завършват с диплома за основно образование след 10-и клас, с която могат да започнат дуално професионално образование (на немски: Duale Berufsausbildung), при което обучаващото се лице (стажант) изучава теоретичните специализирани познания в професионално училище, а в дадено предприятието, с което има сключен трудов договор с възнаграждение, получава практическите познания и способности).

## Архитектура

### Световно наследство
Още през 1990 г. дворците и парковете на Потсдам са обявени за обект на световното наследство на ЮНЕСКО по съвместна молба на двете тогавашни германски държави (Източна Германия и Западна Германия). Оттогава насам, парковете „Сансуси“, „Новата градина“, „Бабелсберг“, „Глинике“ и „Пауновият остров“, заедно с прилежащите към тях дворци, са обекти на световното наследство, а през 1992 г. допълнително в списъка на световното наследство са вписани дворецът „Сакров“ с едноименния му парк и „Църквата на Спасителя“. През 1999 г. световното културно наследство на Потсдам е разширено с още 14 зони, съдържащи паметници на културата, в това число „двореца и парка Линдщет“, руската колония Александровка, двореца Белведере на хълма Пфингстберг, „Императорската жп гара“ и „Oбсерваторията в парка Бабелсберг“. Общата площ на обектите на световното наследство на Потсдам възлиза на 1 337 хектара паркове с прилежащи 150 сгради, датиращи от 1730 г. до 1916 г. Тази наситеност на обекти на световното наследство на ЮНЕСКО превръща културния ландшафт Потсдам-Берлин (обща площ 2 064 хектара) в третият по големина културен ансамбъл на ЮНЕСКО сред всички останали в Германия.
Културният ансамбъл отговаря на изискванията на критерий I, II и IV на ЮНЕСКО. На първо място, той е уникално художествено постижение, шедьовър на човешкия творчески гений (критерий I). Той е оказал значително влияние върху развитието на архитектурата, градоустройството и панорамния културен и природен пейзаж (критерий II). Освен това той е изключителен пример за архитектурни ансамбли или пейзажи, илюстриращи значими периоди от историята на човечеството (критерий IV).

### Дворци и градини
Потсдам е известен най-вече като град на дворците и дворцовите градини. Културният пейзаж „Берлин-Потсдам“ включва почти 20 двореца или палати. Най-значимата забележителност и атракция на града е дворецът Сансуси с неговия парк и множество градини в него. Въз основа на собствените си скици пруският крал Фридрих Велики нарежда да се построи малък летен дворец в стил рококо, чийто строеж трае от 1745 до 1747 г. Разположението на лятната резиденция в югозападната част на кралското седалище Берлин напомня за функцията на Версай спрямо Париж, тъй като френските крале са резидирали във Версайския дворец, разположен също югозападно от официалната столица Париж.
Новият дворец е най-големият дворец в град Потсдам. Той се намира в западния край на дворцовия парк Сансуси. Строежът е започнат от Фридрих Велики през 1763 г. след края на Седемгодишната война и е завършен още през 1769 г. Смята се за последния важен дворец в стил пруски барок. Фридрих го планирал не само по практически нужди, ами той по-скоро трябвал да възвести новата роля на Прусия сред могъщите в Европа след победата във войната, както самият Фридрих потвърждава, наричайки двореца „фанфаронада“ (самохвалство, показност). Следователно дворецът имал по-скоро представителни функции. В него има над 200 помещения, четири банкетни зали и театър в стил фридерицианско рококо. Над 400 статуи от античния свят на боговете украсяват фасадата и балюстрадата на покрива.
Оранжерийният дворец на хребета между възвишението Клаусберг и двореца Сансуси е построен между 1851 и 1864 г. по нареждане на „романтика върху трона“ – крал Фридрих Вилхелм IV. Изграждането на Оранжерийния дворец е свързано с планираната от него Триумфална улица. Пищният булевард е трябвало да започва от Триумфалната порта и да завършва при Белведере на Клаусберг, минавайки по средата през Оранжерийния дворец. Разликите в надморската височина е трябвало да бъдат компенсирани с виадукти. Поради политическите вълнения по време на Мартенската революция и липсата на средства обаче гигантският проект така и не е завършен. Оранжерийният дворец е построен с дължина на фасадата от 300 метра в стила на италианския Ренесанс, следвайки архитектурния модел на вила „Медичи“ в Рим и вила „Уфици“ във Флоренция.

## Известни личности
Родени в Потсдам
- Вилхелм фон Хумболт (1767 – 1835), учен и политик
- Фридрих Вилхелм III (1770 – 1840), крал на Прусия
- Херман фон Хелмхолц (1821 – 1894), физик и физиолог
- Ернст Хекел (1834 – 1919), зоолог

Починали в Потсдам
- Фридрих Вилхелм I (1688 – 1740), крал на Прусия
- Фридрих II (1712 – 1786), крал на Прусия
- Карл Шварцшилд (1873 – 1916), физик
- Юрген Елерс (1929 – 2008), физик